# Inincrocio
L'inincrocio (in inglese, inbreeding) o endogamia è l'incrocio fra individui strettamente imparentati o consanguinei, esso può implicare l'incrocio fra fratello e sorella o anche tra individui meno strettamente imparentati. Se invece l'incrocio avviene fra individui non imparentati si parla di esincrocio o esogamia.

## Definizione
Per ceppo inbred si intende una popolazione costituita da individui, ad esempio topi, identici tra loro geneticamente. Tale ceppo si ottiene incrociando per almeno venti volte la prole derivante da successive generazioni. Il caso limite di inincrocio è rappresentato dall'autofecondazione che, comunque, si verifica raramente anche in quegli organismi che ne hanno la possibilità. L'inincrocio è, forse, un adattamento evolutivo della specie in quanto ha come effetto quello di portare all'omozigosi vari loci genici: ne deriva che sia i geni favorevoli sia quelli deleteri risultano potenziati e se questi ultimi sono prevalenti, in una popolazione con un alto grado di inincrocio, i geni deleteri recessivi producono gravi effetti negativi (depressione da inbreeding).

## Importanza per la conservazione
È un concetto rilevante dal punto di vista della conservazione perché l’accoppiamento di individui con alto grado di consanguineità, inevitabile per esempio nelle piccole popolazioni, può causare diverse condizioni sfavorevoli nella prole, come ad esempio la riduzione della variabilità genetica, l’espressione di mutazioni recessive (quelle cioè che se trasmesse da un solo genitore non sono svantaggiose) e la loro possibile diffusione nella popolazione. Per nuovi campi della scienza come la genomica della conservazione l'inincrocio è un parametro fondamentale da misurare per capire il livello di consanguineità di una popolazione specifica.